# Almonaster la Real
Almonaster la Real là một thị trấn và đô thị ở tỉnh Huelva, Tây Ban Nha. Theo cuộc điều tra dân số năm 2005, đô thị này có dân số 1.805 người. Đô thị này nằm ở trung tâm của vườn tự nhiên Sierra de Aracena.

## Dân cư
| 1999  | 2000  | 2001  | 2002  | 2003  | 2004  | 2005  |
| ----- | ----- | ----- | ----- | ----- | ----- | ----- |
| 2,011 | 1,963 | 1,938 | 1,898 | 1,879 | 1,858 | 1,805 |

Source: INE (Tây Ban Nha)